# Trenčín
Trenčín (Ausspracheⓘ; deutsch Trentschin oder Trenczin, ungarisch Trencsén, lateinisch Laugaricio in der Antike beziehungsweise Trentsinium im Mittelalter und in der Neuzeit) ist ein Zentrum des mittleren Waagtals in der Westslowakei nahe an der Grenze zu Tschechien.
Die Stadt hat 54.130 Einwohner (Stand 31. Dezember 2024) und ist Hauptstadt des Trentschiner Landschaftsverbands sowie des Bezirks Okres Trenčín. Auf einem Felsen über der Stadt steht die mittelalterliche Burg Trenčín.
Im Dezember 2021 wurde die erfolgreiche Kandidatur von Trenčín zur Kulturhauptstadt Europas 2026, zusammen mit dem finnischen Oulu, bekannt gegeben.

## Geographie

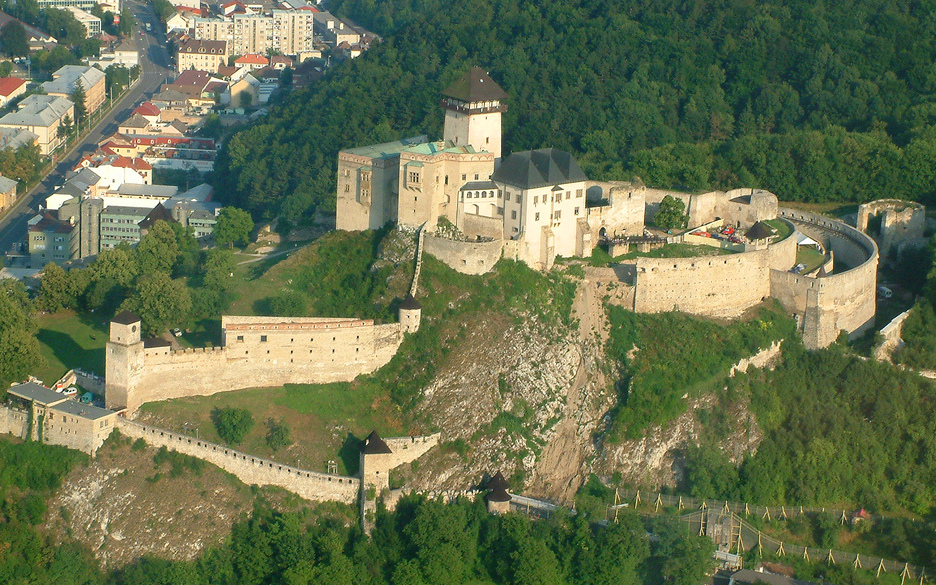
Luftbild auf die Burg, ein Teil des Zentrums und des Stadtparks Brezina

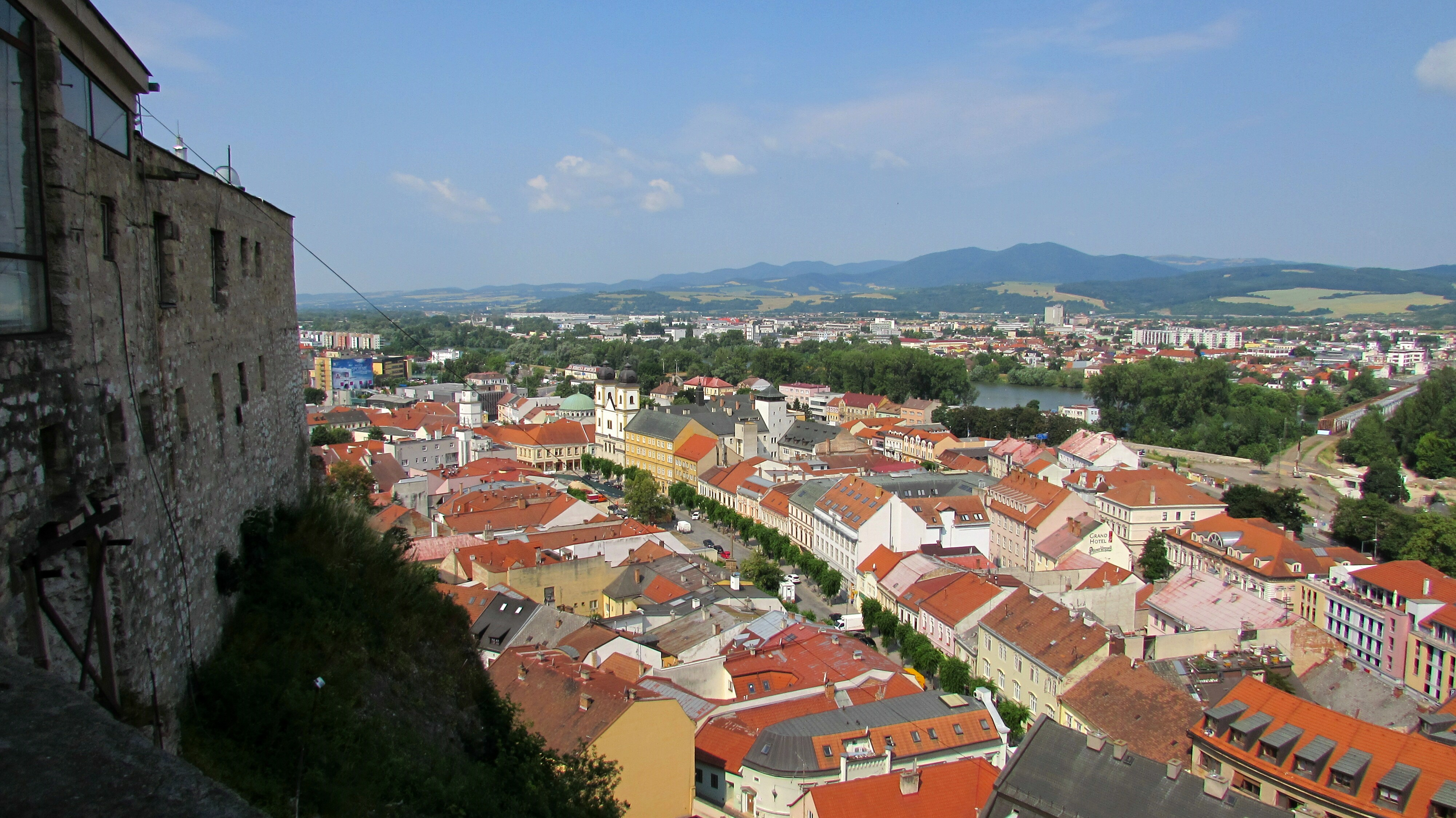
Blick von der Burg auf Trenčín

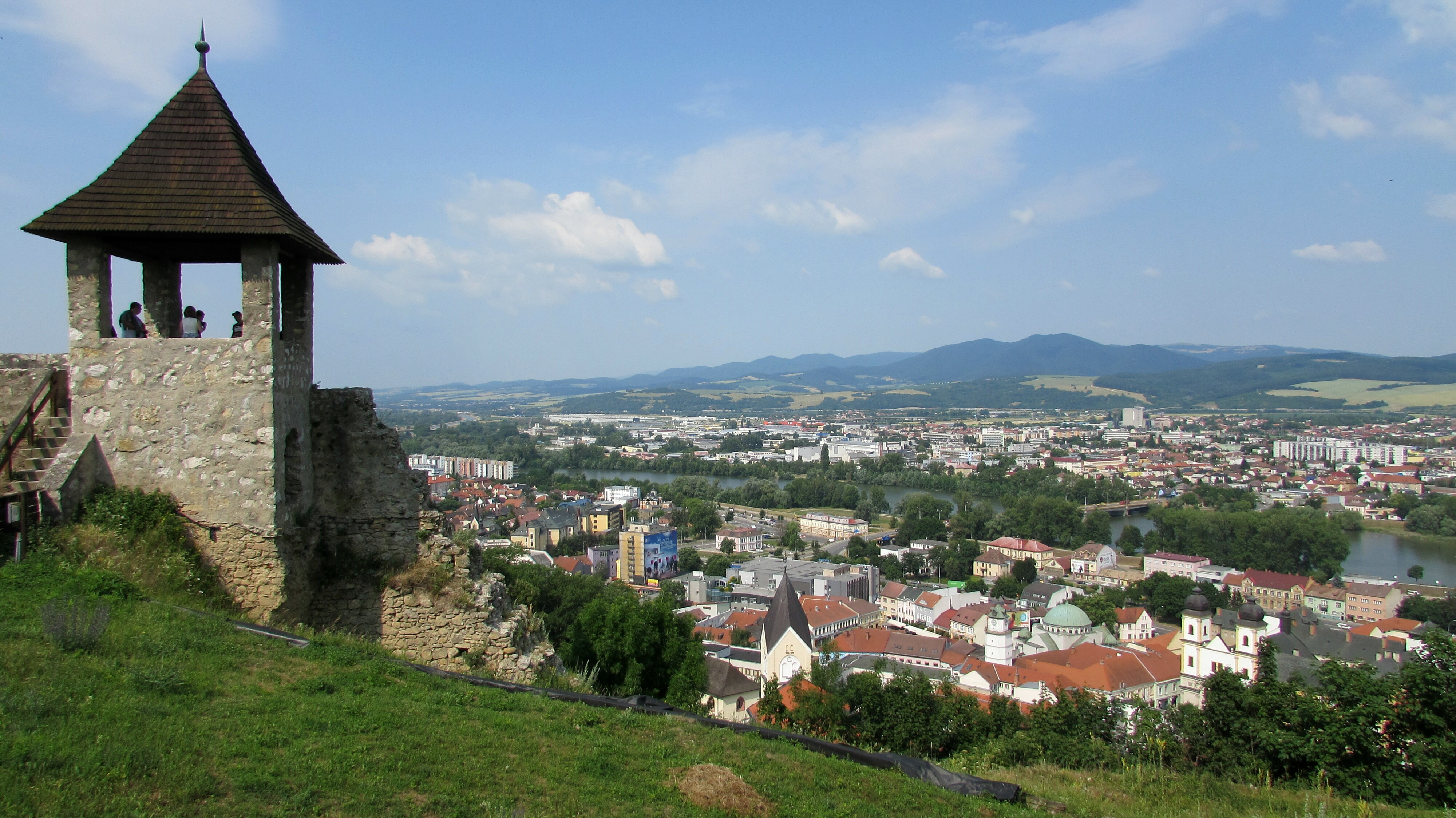
Blick von der Burg auf Trenčín

Trenčín liegt im Westen der Slowakei am Mittellauf der Waag (slowakisch Váh), zwischen den Weißen Karpaten im Norden und Westen, dem Gebirge Strážovské vrchy im Osten und Považský Inovec im Süden. Geomorphologisch liegt die Mehrheit der Stadt in der Tallandschaft Považské podolie an der Grenze ihrer beiden Teile: des Kessels Trenčianska kotlina, der nach Südwesten verläuft, und des Kessels Ilavská kotlina, der nordöstlich gelegen ist. Prägend ist ein Ausläufer der Strážovské vrchy um den Berg Kozí vrch (363 m n.m.), der heute den Stadtpark Brezina beherbergt. Er verengt im Zentrum das Tal auf wenige hundert Meter und verursacht zusammen mit der Waag eine unregelmäßige Form der Stadt. Das Ortszentrum liegt auf der Höhe von 211 m n.m. am linken Ufer der Waag.
Kurz vor dem Zentrum fließt der Kanal Kočkovský kanál mit der Waag zusammen, während weiter flussabwärts der Kanal Biskupický kanál abzweigt.
Etwa 20 km nordwestlich von Trenčin verläuft die Grenze zu Tschechien, die den Hauptkamm der Weißen Karpaten entlang läuft. Das Ortszentrum ist 120 km von der Hauptstadt Bratislava entfernt; die nächste Regionalhauptstadt Žilina liegt etwa 80 km flussaufwärts. Die Größe der Gemeindefläche beträgt etwa 82 km².
Nachbargemeinden von Trenčín sind Horná Súča, Dolná Súča, Hrabovka und Zamarovce im Norden, Skalka nad Váhom und Trenčianska Teplá im Nordosten, Trenčianske Teplice, Petrova Lehota und Motešice im Osten, Soblahov im Südosten, Trenčianska Turná im Süden, Veľké Bierovce und Opatovce im Südwesten, Kostolná-Záriečie und Drietoma im Westen.

## Geschichte

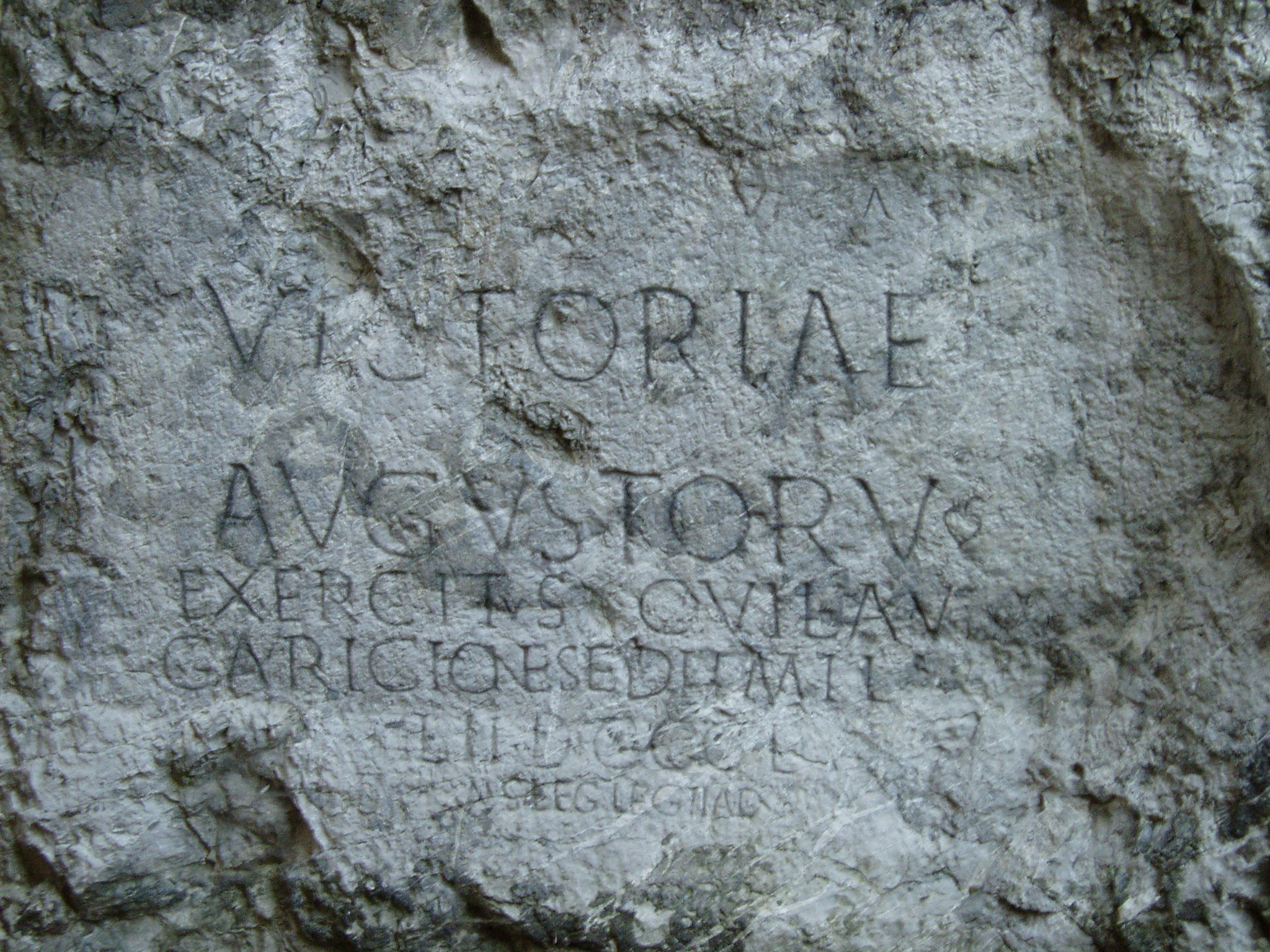
Römische Inschrift von Trenčín

Trenčín ist eine alte Siedlungsstätte und war seit der Steinzeit fast durchgehend besiedelt. Bekannt sind Siedlungen der Maďarovce-Kultur aus der Jungbronzezeit sowie der Lausitzer und der Puchauer Kultur. Der Ort lag auf einem der Äste der Bernsteinstraße. Im 2. und 1. Jahrhundert v. Chr. gab es eine befestigte Siedlung der Kelten, die aber gegen Anfang unserer Zeitrechnung durch germanische Stämme, insbesondere Quaden und Markomannen, vertrieben oder assimiliert wurden. Aus der Zeit der Markomannenkriege, genauer einer Auseinandersetzung zwischen dem Römischen Reich und den Quaden in der (späteren) Slowakei, stammt eine um 179 n. Chr. in den Burgfelsen eingemeißelte Inschrift; sie ist das nördlichste Zeugnis der Anwesenheit römischer Legionen in Mitteleuropa östlich des heutigen Deutschlands. Trenčín hieß damals Laugaricium.
Nach dem Ende des römischen Einflusses gegen Ende des 4. Jahrhunderts brach die Zeit der Völkerwanderung an. Am Ende dieser Epoche im Jahr 568 verließen große Teile der germanischen Bevölkerung unter Alboin das Karpatenbecken in Richtung Italien. Um diese Zeit erreichten auch die ersten Slawen dieses Gebiet. Funde aus dem 5. und 6. Jahrhundert bestätigen ihre Anwesenheit in der Region. Im Stadtgebiet von Trenčín wurden Funde aus dem 7. bis 12. Jahrhundert gemacht.
Zur Zeit des Großmährischen Reiches war Trenčín ein wichtiger Ort. Nach dem Untergang von Großmähren wurde die Gegend schrittweise in den neuen ungarischen Staat eingegliedert; dieser Prozess soll spätestens Ende des 10. Jahrhunderts abgeschlossen worden sein. Im 11. Jahrhundert wurde der Ort zum Sitz der neuen Gespanschaft Trentschin, die sich über das mittlere Waagtal erstreckte. Wegen seiner Lage war das Gebiet zwischen den Königreichen Ungarn, Böhmen und Polen umstritten. 1067 wird in einer Urkunde ein Einfall der Böhmen erwähnt, wo auch die Burg zum ersten Mal genannt wurde.

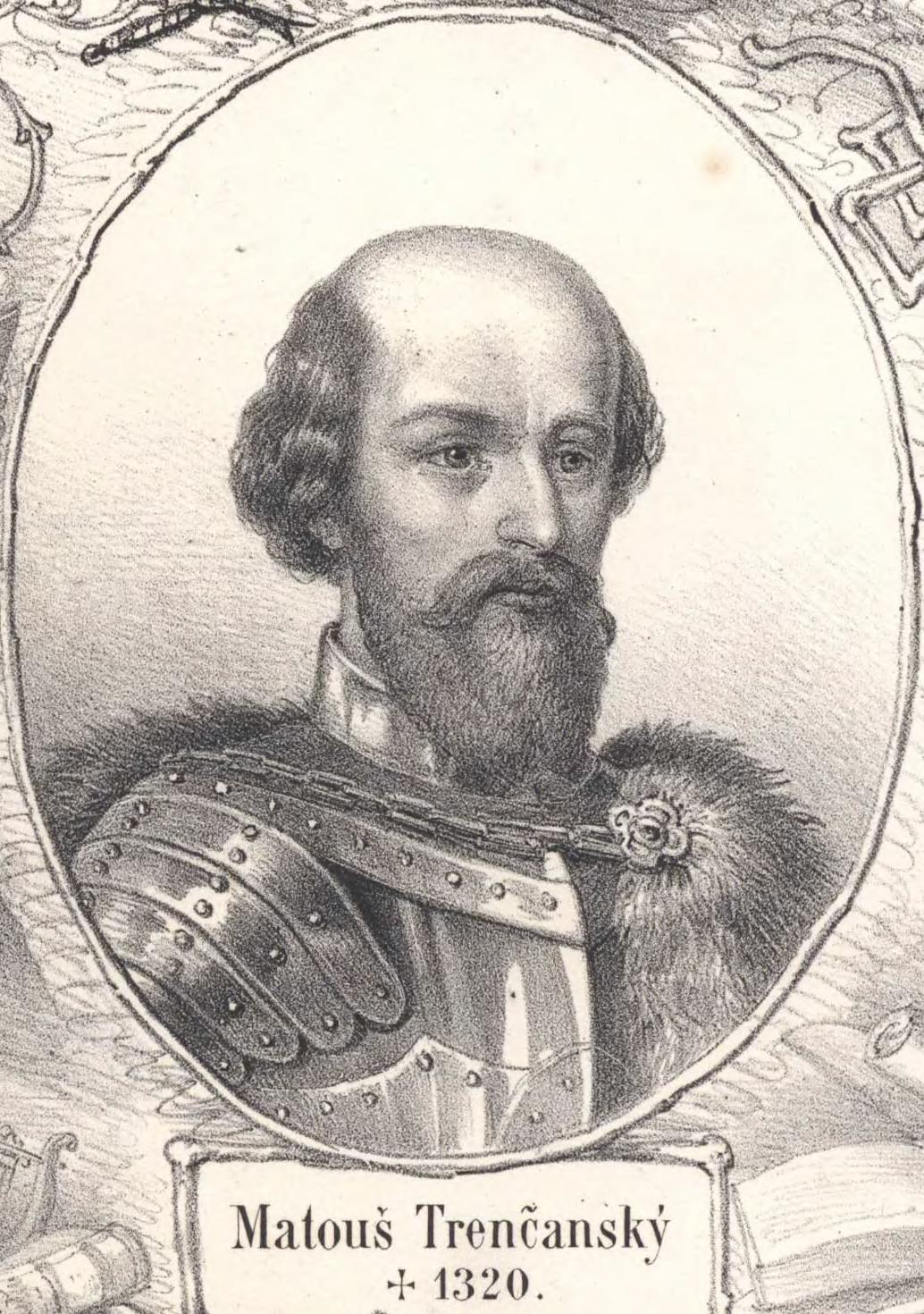
Matthäus Csák, ein bedeutender Herrscher im frühen 14. Jahrhundert

Der Ort unter der Burg wurde zum ersten Mal in den Zoborer Urkunden 1111 als Treinchen schriftlich erwähnt und diente zur Wache einer Furt über die Waag. Seit dem frühen 13. Jahrhundert sollte er auch das Marktrecht besitzen. 1241 wurde der Ort durch die einfallenden Mongolen zerstört, sie konnten aber die Burg nicht erobern.
Zwischen 1302 und 1321 war die Burg Sitz des ungarischen Oligarchen Matthäus Csák, der für einige Jahre von hier aus den Großteil der heutigen Slowakei politisch und militärisch beherrschte und ihr faktischer Herrscher war. Nach Csáks Tod wurden die Stadt und die Burg vom königlichen Heer besetzt. Trotz der „feindlichen“ Lage wurden der Stadt im späten Mittelalter mehrere Rechte zugesprochen: 1324 wurden die Bürger vom Bezahlen der Maut im gesamten Königreich ausgenommen. Im 1335 geschlossenen Vertrag von Trentschin zwischen Karl von Anjou, König von Ungarn, Johann von Luxemburg, König von Böhmen, sowie Kasimir dem Großen, König von Polen, verzichtete Polen „für alle Zeiten“ auf Schlesien zugunsten des Königreichs Böhmen. 1370 kam das Recht zur Veranstaltung eines Jahrmarkts, 1380 erhielten die Bürger das Recht, Bier zu brauen. Aber erst 1412 wurde Trentschin vom König Sigismund von Luxemburg zur freien königlichen Stadt erklärt. Zu Ende des 15. Jahrhunderts gab es in der Stadt 14 Zünfte, daneben auch Händler.

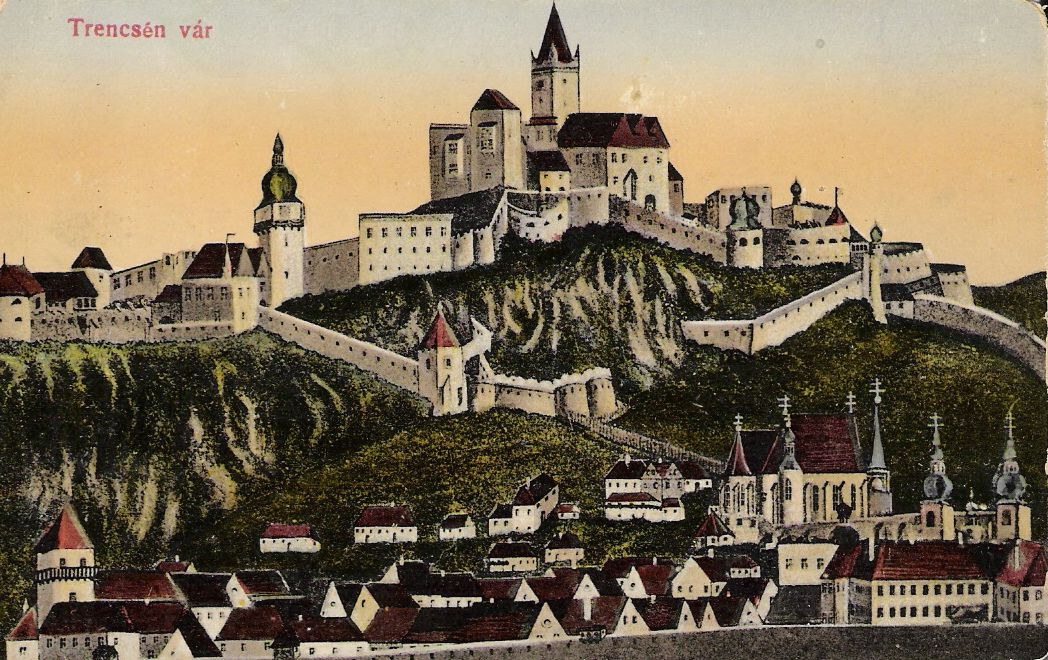
Die Stadt Trentschin mit der Burg um 1700

Nach der ungarischen Niederlage in der Schlacht bei Mohács im Jahre 1526 wurde die Stadt mit der Burg zum Schauplatz des Kampfes um den ungarischen Thron: 1528 wurde die von den Zápolyas verteidigte Burg teilweise durch Verrat von den Truppen Ferdinands I. erobert und die Stadt schwer beschädigt. In dieser Zeit verbreitete sich in der Stadt die Reformation, die nach der Schlacht am Weißen Berg im Jahre 1620 durch böhmische Flüchtlinge noch verstärkt wurde. Die Jesuiten kamen im Jahr 1647, um der Reformation entgegenzuwirken. Die Stadt wurde zwar nie von den Türken oder ihren Vasallen erobert; sie verwüsteten in den Jahren 1599 und 1663 aber das weitere Umland. Trentschin wurde mehrmals von den ungarischen Aufständischen in Mitleidenschaft gezogen, wie 1604 von Stephan Bocskays Heer oder 1624 von den Aufständischen von Gábor Bethlen. Obwohl Emmerich Thökölys Aufstand die Stadt nicht erreichte, kam die größte Last erst 1704, als Franz II. Rákóczis aufständisches Heer das Umland kontrollierte, die Kaiserlichen jedoch die Stadt mit der Burg. Die Blockade von der Seite der Kuruzzen dauerte vier Jahre. In dieser Zeit verbreitete sich Hunger, und am 14. Mai 1708 brannten 195 Häuser nieder. Am 3. August 1708 erlitten die Aufständischen in der Schlacht bei Trentschin mit den kaiserlichen Truppen eine empfindliche Niederlage und mussten zurücktreten. Diese katastrophale Periode endete mit zwei Pestepidemien von 1710 und 1715: bei der ersten büßte die Stadt mehr als 1000 Einwohner ein, bei der zweiten kamen „lediglich“ 222 Einwohner ums Leben. Nach einem anderen Brand im Jahr 1790 brannte neben der Innenstadt auch die Burg aus. Im August 1813 kam hingegen eine große Flut, bei der 44 Einwohner ums Leben kamen.
Seit der zweiten Hälfte des 19. Jahrhunderts kam es zur Entwicklung der Industrie in der Stadt. Zu dieser Zeit verlor sie aber den Status als freie königliche Stadt wurde lediglich zum Stadtbezirk des Komitats Trentschin. Die Waagtalbahn erreichte zuerst den Vorort Istebník an der rechtsufrigen Seite der Waag im Jahr 1879, vier Jahre später dann die Stadt selbst. Später entstanden Eisenbahnverbindungen zum Wlarapass und zum Neutratal. Bis zum Ersten Weltkrieg wurden eine Brennerei, ein Möbelwerk, eine Fabrik zur Herstellung von Sprengstoff (allerdings nach dem Ersten Weltkrieg stillgelegt) und ein Werk zur Wollverarbeitung errichtet. Später entwickelte sich insbesondere Maschinenindustrie. 1907 wurde die Stadt elektrifiziert. Auch die k.u.k. Armee war in der Stadt anwesend: 1914 waren hier das Ungarische Infanterieregiment „Galgótzy“ Nr. 71 sowie das Honvéd Infanterieregiment Nr. 15 stationiert.
Nach dem Zerfall von Österreich-Ungarn wurde die Stadt Anfang November 1918 von tschechoslowakischen Truppen besetzt (völkerrechtlich durch den Vertrag von Trianon bestätigt). In der Zwischenkriegszeit entwickelte sich die Nahrungsmittel- und Bekleidungsindustrie. Die militärische Tradition setzte sich auch in der ersten tschechoslowakischen Republik und der Ersten Slowakischen Republik fort. Im Zweiten Weltkrieg wurde die große jüdische Gemeinde fast völlig vertrieben, ebenso die Tschechen. Nach dem Ausbruch des Slowakischen Nationalaufstandes bis zur Eroberung durch die Rote Armee am 10. April 1945 wurden hier 69 Partisanen von der Gestapo hingerichtet.
Während der Herrschaft der Kommunistischen Partei kam es zu starkem Bevölkerungswachstum und es wurden Plattenbausiedlungen rund um die Stadt errichtet. Allerdings wurde ein Teil der Altstadt zerstört. Erst nach 1990 wurde sie saniert, und die Stadt ist seit 1996 wieder Sitz eines höheren Verwaltungsgebietes, des Trenčiansky kraj, nachdem sie seit 1923 (mit der Ausnahme 1940–45) nur Sitz eines Okres (Kreises) gewesen war.

### Name
Die ersten Quellenbelege aus dem Mittelalter stammen von 1111 (Treinchen) und 1113 (Trenciniensis – als Adjektiv). Obwohl die Etymologie umstritten ist (der Name könnte durchaus noch aus der Zeit vor der Ankunft der Slawen stammen), herrscht die Ansicht vor, dass es sich um eine Zusammensetzung aus dem Personennamen Trnka oder Trenka und der besitzanzeigenden Endung -ín handelt, wonach Trenčín so viel wie „(Burg) von Trnka/Trenka“ bedeutet.
Die deutsche und ungarische Form sind von der slowakischen abgeleitet und werden fast gleich wie diese ausgesprochen.

## Stadtgliederung

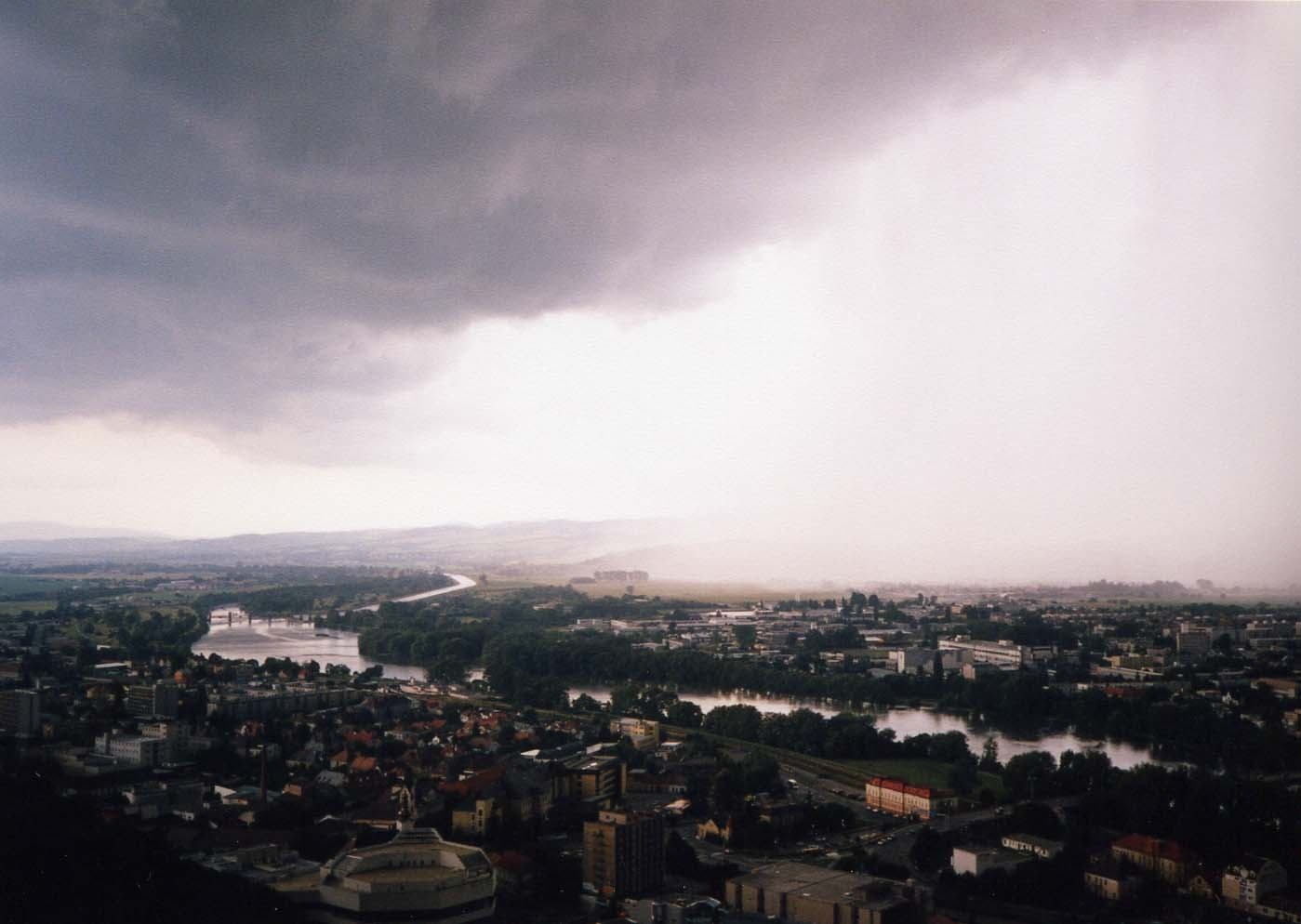
Blick auf die Stadt

Die Stadt ist wie folgt in 4 Stadtbezirke mit 22 Stadtteilen gegliedert:
- Stred mit den Stadtteilen Stred mesta („Mittelstadt“), Dolné mesto („Unterstadt“), Dlhé Hony, Noviny und Biskupice (1964 eingemeindet)
- Juh mit den Stadtteilen Juh I. und Juh II.
- Sever mit den Stadtteilen Sihoť I., Sihoť II., Sihoť III., Sihoť IV., Opatová (1985 eingemeindet), Pod Sokolice, Kubrá (1971 eingemeindet) und Kubrica (1964 zu Kubrá eingemeindet)
- Západ mit den Stadtteilen Zámostie, Kvetná, Istebník (1960 zu Závažie eingemeindet, 1971 zu Trenčín), Orechové (1960 zu Závažie eingemeindet, 1971 zu Trenčín), Zlatovce (1976 eingemeindet), Nové Zlatovce und Záblatie (1985 eingemeindet)

## Bevölkerung
| Jahr                | 1994   | 2004    | 2014    | 2024    |
| ------------------- | ------ | ------- | ------- | ------- |
| Anzahl der Personen | 58.347 | 56.850  | 55.857  | 54.130  |
| Unterschied         |        | −2,56 % | −1,74 % | −3,09 % |

| Jahr                | 2023   | 2024    |
| ------------------- | ------ | ------- |
| Anzahl der Personen | 54.065 | 54.130  |
| Unterschied         |        | +0,12 % |

| Jahr | Einwohner | Jahr | Einwohner |
| ---- | --------- | ---- | --------- |
| 1548 | (1.200)   | 1921 | 10.000    |
| 1696 | (1.700)   | 1930 | 11.800    |
| 1787 | 4.222     | 1944 | 13.647    |
| 1804 | 2.614     | 1950 | 13.500    |
| 1837 | 3.326     | 1961 | 22.300    |
| 1870 | 3.949     | 1970 | 28.700    |
| 1880 | 4.400     | 1980 | 47.900    |
| 1890 | 5.100     | 1991 | 56.800    |
| 1900 | 5.800     | 1996 | 59.000    |
| 1910 | 7.800     | 2001 | 57.800    |

Nach der Volkszählung 2011 wohnten in Trenčín 55.877 Einwohner, davon 47.618 Slowaken, 816 Tschechen, 120 Mährer, 118 Magyaren, 47 Deutsche, 28 Russinen, 27 Polen, 17 Russen, 16 Roma und 10 Ukrainer. 132 Einwohner gaben eine andere Ethnie an und 6.928 Einwohner machten keine Angabe zur Ethnie.
30.297 Einwohner bekannten sich zur römisch-katholischen Kirche, 3.039 Einwohner zur Evangelischen Kirche A. B., 242 Einwohner zur griechisch-katholischen Kirche, 84 Einwohner zur orthodoxen Kirche, 76 Einwohner zur evangelisch-methodistischen Kirche, 65 Einwohner zur Pfingstbewegung, 57 Einwohner zu den Siebenten-Tags-Adventisten, 56 Einwohner zu den Zeugen Jehovas, 47 Einwohner zur apostolischen Kirche, 37 Einwohner zu den Brethren, 34 Einwohner zur tschechoslowakischen hussitischen Kirche, 32 Einwohner zur jüdischen Gemeinde und 30 Einwohner zur reformierten Kirche; 477 Einwohner bekannten sich zu einer anderen Konfession. 12.522 Einwohner waren konfessionslos und bei 8.782 Einwohnern wurde die Konfession nicht ermittelt.

## Sehenswürdigkeiten

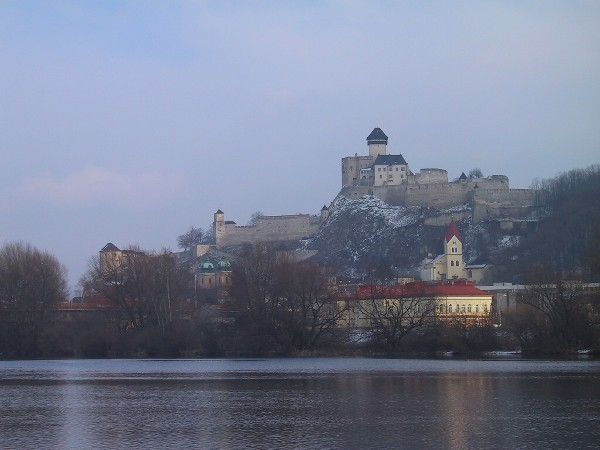
Blick auf Stadt und Burg

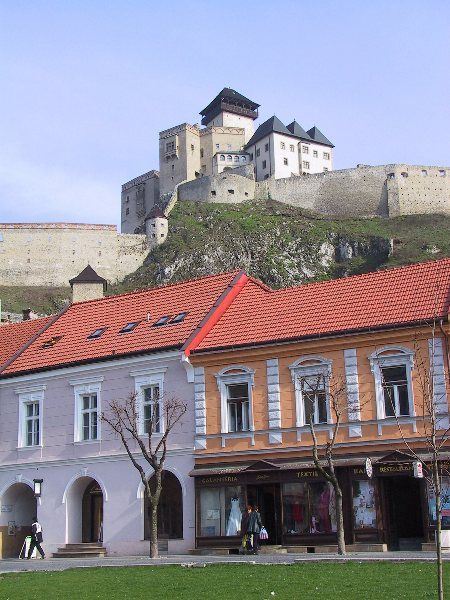
Blick von der Stadt auf die Burg

- Burg Trenčín
- Trenčíner Museum
- Neologe Synagoge

### Hotel Tatra
Das Hotel Tatra wurde im Jahre 1901 erbaut. Der ursprüngliche Name des Hotels war „Erzsébet“ (Elizabeth), nach der ermordeten Kaiserin Elisabeth von Österreich. Dieses Hotel ließ Baron Armin Popper bauen. Es wurde am 1. Januar 1902 eröffnet. Von Beginn an gehörte es zum gesellschaftlichen und kulturellen Leben der Stadt Trenčín. Wegen finanzieller Probleme und seiner Vorliebe für Glücksspiele verlor Baron Popper am 1. Januar 1910 das Hotel Elisabeth. Nach Erzählungen veranstaltete er vor seinem Bankrott am 31. Dezember 1909 die größte Silvesterfeier, die das Hotel je erlebt hat. Im Jahr 1919 kaufte die Tatra Bank das Hotel. Deswegen trägt das Hotel heute den Namen „Tatra“.

### Römische Inschrift
Die römische Inschrift stammt aus dem Winter 179/180. Ursprünglich befand sie sich oberhalb einer Handelsstraße. Heute ist sie unterhalb der Terrasse des Hotels Tatra zu finden. Der Umstand, dass die Inschrift in Abkürzungen geschrieben ist, erschwert eine genaue Übersetzung des Textes, weshalb bis heute zwei Versionen der Übersetzung existieren.

„Victoriae / Augustoru(m) / exercitus qui Lau/garicione sedit mil(ites) / l(egionis) II DCCCLV / [M(arcus) Val(erius) Maximi]anus leg(atus) leg(ionis) II ad(iutricis) cur(avit)“

„Gewidmet den siegreichen Kaisern von 855 Soldaten der 2. Legion des bei Laugaricio stationierten Heeres. Errichtet auf Befehl von Marcus Valerius Maximianus, Befehlshaber der 2. Legion Adiutrix.“

Die genaue Zuordnung der Siedlung Laugaricio zu Trenčín ist bis heute umstritten, allgemein wird jedoch der Name Laugaricio als der älteste Name der Stadt Trenčín angenommen. Nach Rudolf Krajčovič enthält der Name Laugaricio eine Information über die nahe gelegenen Thermalquellen. Der erste Teil der Benennung der Siedlung Laugar hat eine adjektivische Form germanischer Herkunft und bedeutet Bad/baden (Kurort/Thermalquellen).
Der zweite lateinisch-römische Teil itio wird als „ein Weg zu Fuß mit einem Führer an der Spitze“ übersetzt. Im militärischen Bereich bedeutet es „eine Strecke zu Fuß mit einem freieren Marsch einer militärischen Besatzung, die ein Legat führt, zurücklegen“. Der erste Teil des abgeleiteten Namens Laugar-icio erklärt das Ziel der Besatzung, des Heeres: heiße Thermalquellen; ein Badeort, der heute den Namen Trenčianske Teplice trägt. Das Ziel der Soldaten war eine kultische und physische Läuterung des Körpers, die sie in diesen nahe gelegenen Thermalquellen fanden.
Die Inschrift wurde von dem Trenčíner Pfarrer und Hobbyhistoriker Ľudovít Stárek wiederentdeckt. Die Echtheit der Inschrift war nach dem deutschen Historiker Theodor Mommsen zunächst umstritten.
Im Jahr 1955 wurde die Echtheit der Inschrift durch einen archäologischen Fund bestätigt: Im antiken Diana Veteranorum, heute Zana in Algerien, wurde der Sockel einer Statue mit einer Inschrift gefunden, in der der Lebenslauf des Marcus Valerius Maximianus, des Legaten der II. Hilfslegion, zu lesen ist. Dort wird auch der Name Laugaricio erwähnt.

### Haus des Stadthenkers
Das Renaissance-Bürgerhaus (es existierte als ein Steinhaus vermutlich schon im Jahr 1607) ist der einzige erhaltene Bau seiner Art in Trenčín. Das Haus blieb von größeren Umbauten unberührt. Es repräsentiert einen charakteristischen bürgerlichen Bau. Entlang der vier Seiten der Außenwand des ersten Stockwerks zog sich ein überdachter Wandelgang. In dem Haus befanden sich Wohnräume, ein wirtschaftlicher Teil, Gewerberäume und eine schwarze Küche.
Das Haus des Henkers oder das Henkerhaus, wie seine traditionelle Benennung andeutet, wird historisch, aber auch durch die Stadttradition, mit der Ausführung von der Gerechtigkeit und dem Gefängnis verbunden. Inwiefern diese Verbindung korrekt ist, ist nicht genau klar. Nach verschiedenen Angaben lebte hier am Ende des 19. Jahrhunderts der Stadtscherge und zeitweilig war hier ein Kerker. Einige Angaben deuten darauf hin, dass es im 16. bis 17. Jahrhundert wirklich als eine Unterkunft des Stadthenkers diente.
Die Ausführung des Stadtrechts und die Form des Urteils lag in den Händen des Vogts und des Stadtmagistrats, deren Aufgabe die Erhaltung des sogenannten Stadtfriedens war. Durch das Mandat des Kaisers Sigismund von Luxemburg vom Jahr 1421 sollte jedoch über adlige Personen nicht mehr von den Stadtgerichten geurteilt werden, sondern von den Landesgerichten.
Der Vogt und der Stadtrat besaßen richterliche Kompetenzen. Kleinere Fälle wurden bei den Sitzungen des Magistrats (kleinerer Teil des inneren Stadtrates) besprochen, mit den größeren Fällen beschäftigte sich der Vogt mit zwei oder drei ausgewählten Mitgliedern des Senats auf den Sondersitzungen, die mittwochs oder donnerstags stattfanden. An den Gerichtsverhandlungen, welche die Störung der öffentlichen Ordnung oder der Stadtsicherheit betrafen, nahm auch der Stadtkapitän teil, der in diesen Fällen üblicherweise die Funktion des Klägers ausübte.
Neben dem Bürgermeister übte die Gerichtsbarkeit auch der Untergespan der Trenčíner Gau aus und in späteren Zeiten auch der Burgvogt oder der Kapitän. Die männlichen Mitglieder der Familie Illésházy genau wie Pálffy bekamen das Recht des Schwertes, und somit Befugnis über die Untertanen auf ihren Güter zu richten, was genau bedeutete, dass sie über Leben oder Tod der Verurteilten Entscheidungen fällen könnten.
Der Leiter der Stadtschergen (Büttel) und der Wachmänner war der städtische Hauptkapitän. Trenčín hatte ab und zu zwei Stadtkapitäne, denen im 16. bis 17. Jahrhundert 20 bis 30 Gulden Jahreslohn ausgezahlt wurden. Neben dem Hauptkapitän wurde ab und zu auch dessen Vertreter (Vizekapitän) oder auch zwei Kapitäne gewählt, einer für die innere Stadt und ein anderer für die Vorstadt. Aus der Funktion des Vizekapitäns entwickelte sich das Stadtamt des Leutnants (Hadnaď), der sich zum Exekutivorgan des Hauptkapitäns entwickelte und ab dem Ende des 18. Jahrhunderts auch die Funktion des Befehlshabers der Stadtwachmänner ausübte. Die größte Gruppe des Sicherheitspersonals bildeten die Stadtschergen, die Wächter der Stadttore und die Melder.
Im Jahr 1849 wurden die Gaubüttel von Gendarmen abgelöst, die danach für die Sicherheit zuständig waren. Diese wurden zwar nach dem österreichisch-ungarischen Ausgleich zurückgezogen, im Dezember 1883 kehrten sie jedoch zurück.
Nach der Entscheidung über die Auflösung der militärischen Garnison in der Stadt und auf der Burg im Jahr 1779 während der Regierungszeit des Kaisers Josef II. wurde der endgültige Abgang der Soldaten erst im Jahr 1783 verwirklicht. Danach kümmerte sich eine große militärische Stadtwache, die z. B. im Jahr 1808 aus 170 Männern bestand, um die Sicherheit.

### Die Marienburg
Die Festung Marienburg liegt an einem Berg, der sich über der Stadt erhebt. In ihr stehen im Zentrum die Pfarrkirche, dann der nahe liegende Karner des Hl. Michael, die Pfarre, die ehemalige Schule oder das Haus des Regenschori.
Auf der Südseite schließt die Marienburg an die einzige erhaltene Stadtmauer der Stadt an.
Mit dem Bau der Stadtbefestigung wurde nach dem Jahr 1412 begonnen. Später wurde unterhalb der Marienburg eine über 20 Meter hohe durch Stützpfeiler gesicherte Mauer erbaut. Diese Westmauer ist sehr gut vom Stadtzentrum aus sichtbar.
Im Jahr 1568 wurden die Pfarrtreppen erwähnt, die der Stadtgarnison als Verbindung von der Stadt zur Marienburg diente. So konnten die Soldaten schneller die Marienburg erreichen und die Stadt von dort und der nah liegenden Stadtbefestigung beschützen. Damals befand sich auf der Marienburg eine Waffenkammer; man konnte von dort eine über 200 Meter lange Burgmauer erreichen.

#### Die Pfarrkirche der Geburt der Jungfrau Maria
Das erste Mal wurde diese Kirche im Jahr 1324 erwähnt, aber vermutlich wurde sie als der älteste Steinbau der Marienburg bereits im 13. Jahrhundert gebaut. Leider wurde das Stadtarchiv im 14. Jahrhundert zerstört.
Im Sommer 2007 wurden rund um die Kirche archäologische Untersuchungen durchgeführt. Dabei wurden ein Stützpfeiler und die Grundmauer der alten Kirche gefunden. Um die Kirche herum befand sich ein älterer Friedhof aus dem 14. Jahrhundert. Die meisten Gräber wurde bei dem Ausbau der neuen Kirche im 15. Jahrhundert zerstört und die Gebeine in den Karner gebracht.
Im 15. Jahrhundert – nach den großen Arbeiten an der Burg – wurde die Kirche dem gotischen Stil angepasst.
Als die Stadt Trenčín im Jahr 1528 vom General Katzianer belagert wurde, fiel die gesamte Kirche einem großen Brand zum Opfer. Lange Zeit konnten die Stadtbürger die Kirche nicht renovieren; deswegen wurden die täglichen Messen im nah liegenden Karner abgehalten und bei den wichtigen Feiertagen in den Ruinen der Kirche.
Erst in Jahren 1553–1560 wurde die Kirche unter der Leitung der italienischen Meister Sebastian und Bussi renoviert und ausgebaut. Danach erlangte sie ihre heutige Gestalt.
Ende August 1610 erschien in der Pfarrkirche der Burgbesitzer Gaspar Illesházy; er setzte gewaltsam die Umwandlung der Kirche in ein evangelisches Gotteshaus durch. Der katholische Pfarrer musste die Kirche verlassen und wurde durch einen evangelischen ersetzt. 70 Jahre später machte sein Sohn Georg Illeshazy diese Maßnahme jedoch rückgängig.
Die Illeshazy nahmen unter ihrem Patronat eine Seitenkapelle in Besitz und machten sie zu ihrer Familienkapelle und Gruft. Zeugnisse hierfür sind das Marmorgrabmal des Gaspar Illeshazy aus den Jahren 1641–50 und das Grabmal des Josef, errichtet von Ludwig Gode, einem Schüler von Georg Rafael Donner. Dieser arbeitete an der Kapelle in den Jahren 1751–1753. Neben dem Grabmal und der Zinn-Porträtbüste des Josef Illeshazy arbeitete er noch am Altar des gekreuzten Christus und am Eingangsgitter der Kapelle.
Bei einem letzten größeren Stadtbrand im Jahr 1886 brannte die Kirche aus. Am Anfang des 20. Jahrhunderts kam es zur Renovierung; dabei wurde der Kirchturm erhöht, zudem erhielt die Kirche neue Glasfenster und Fresken. Von der ursprünglichen Einrichtung sind nur die klassizistischen Bänke, Rokokoleuchter und ein barocker Orgelschrank erhalten geblieben. Der Hauptaltar stammt aus dem Jahr 1912, nur die zwei hölzernen Statuen des Hl. Remigius und Hl. Leonhard sind spätgotisch. Am Eingang befindet sich die älteste Grabplatte des Waaggebietes, es ist die des Martin Zima aus dem Jahr 1498.
In der Schatzkammer der Kirche befindet sich eine wertvolle Monstranz aus dem 14. Jahrhundert, die der böhmische König Karl IV. dem Ungarnkönig Ludwig I. dem Großen von Anjou bei einem Treffen auf der Burg geschenkt hatte. Dieser schenkte die Monstranz der Pfarrkirche.

#### Der Karner des Heiligen Michael
Außer der Burg ist der Karner der einzige im Wesentlichen unbeschädigte gotische Bau in Trenčín. Er wurde im zweiten Drittel des 15. Jahrhunderts als ein Beinhaus in der Nähe der Pfarrkirche erbaut. Der Karner liegt mit seiner hinteren Wand an der Stadtmauer. Am Anfang des 16. Jahrhunderts wurde das heutige Erdgeschoss aufgebaut, das nach dem Brand im Jahr 1528 eine gewisse Zeit als eine Kapelle diente. In den Jahren 1529–1530 wurden in den Stadtrechnungen Ausgaben erwähnt, die für die Renovierung des Karners ausgegeben wurden. Bis zur Renovierung der Pfarrkirche diente er vorläufig dem Abhalten von Gottesdiensten. Im Jahr 1560 wurde der Karner im Zusammenhang mit der Türkengefahr in die Stadtrüstkammer (mit einem Metallgießgerät im Souterrain) umgewandelt. Später kam es zum Verfall der Gebäude. Nach der Rekonstruktion in Jahren 1973–1989 verwaltet das Trenčíner Museum das Gebäude. Auf einer Fläche von ungefähr 70 m² wird eine Sammlung von Sakralkunst aus den Sammlungen des Trenčíner Museums gezeigt. Diese kleine Sammlung bietet einen Querschnitt durch die Fragmente der Altarkomplexe. Der erste Teil des sogenannten „Podlužany“-Altars stellt die „Kreuzabnahme Christi“ dar. Eine Madonna mit dem Jesuskind mit ursprünglicher Polychromie und eine Schöne Madonna in der typischen gotischen Komposition stammen aus der Werkstatt österreichischer (oder deutscher) Meister und geben ein Zeugnis über die Qualität der ursprünglichen Gesamtheiten der Altäre. Eine Figur beziehungsweise das Torso der hl. Elisabeth von Ungarn (von Thüringen) ist sehr eindrucksvoll.
In der Nischen gegenüber dem Haupteingang befinden sich mehrere Fragmente der Sakralarchitektur – Statuen vergoldeter Engelchen (Putten) und mehrere Heiligenstatuen, die aus dem 17. bis 18. Jahrhundert stammen. Das Altarbild des hl. Martin stellt den Patron der Armen, Bettler, Reisenden, Flüchtlinge und Gefangenen dar.

## Sport
- FK AS Trenčín (Fußball)
- HK Dukla Trenčín (Eishockey)

## Wirtschaft
In Trenčín hat der Werkzeugmaschinenbauer TRENS SK seinen Sitz, der als größtes Unternehmen seiner Branche in der Slowakei gilt. Der deutsche Tauwerkhersteller Gleistein aus Bremen unterhält ebenfalls einen Produktionsstandort in Trenčín. Im Jahr 2014 beschäftigte Gleistein 85 Mitarbeiter an diesem Standort.

## Verkehr
- Eisenbahn: Bahnhof an der zweigleisigen Bahnstrecke Bratislava–Žilina, zugleich Endpunkt der Bahnstrecke Chynorany–Trenčín. Nahverkehrszüge nach Chynorany, Horné Srnie, Nové Mesto nad Váhom, Púchov, Topoľčany und Žilina. Schnell- oder IC-Züge nach Bratislava, Humenné, Košice, Martin und Žilina,[15] sowie ab dem 5. März 2016 an Wochenenden eine von Arriva betriebene Direktverbindung nach Prag.[16] Weitere Haltestellen sind Zlatovce am rechten Ufer der Waag, Opatová nad Váhom und Trenčín predmestie.
- Straße: liegt direkt an der Straße 1. Ordnung 61, die von Bratislava in den Norden der Slowakei führt, sowie an der Straße 2. Ordnung 507. Anschluss an die Autobahn D1 (Bratislava–Žilina) an der Anschlussstelle Trenčín, 5 km vom Stadtzentrum entfernt. Südlich der Stadt verläuft die West-Ost-Straße 1. Ordnung 9, die die tschechische Grenze mit der ukrainischen über den slowakischen Süden verbindet. Nach einer langjährigen Wartezeit wurde am 26. März 2015 die zweite Straßenbrücke über die Waag südwestlich des Stadtzentrums dem Verkehr freigegeben. Sie entlastet somit die fast baufällige Straßenbrücke nahe dem Zentrum.[17]
- ÖPNV: ausschließlich Busverkehr. Betreiber heißt Transdev Trenčín, s.r.o. und es gab 2022 19 Buslinien.[18]
- Sonstige: nichtöffentlicher Flughafen Trenčín im Stadtteil Biskupice mit einer 2000 m langen Piste. Seit 2004 Austragungsort des Sommerfestivals Pohoda, ausgetragen seit 1997 in der Stadt.

## Städtepartnerschaften
- Cran-Gevrier (Frankreich)
- Uherské Hradiště (Tschechien)
- Zlín (Tschechien)
- Tarnów (Polen)
- Casalecchio di Reno (Italien)
- Békéscsaba (Ungarn)
- Kragujevac (Serbien)

## Söhne und Töchter der Stadt
- Paul Adami (1739–1814), österreichischer Hochschullehrer für Tiermedizin
- Danka Barteková (* 1984), Sportschützin
- Mária Bátorová (* 1950), Literaturhistorikerin und Schriftstellerin
- Miloš Brezinský (* 1984), Fußballspieler
- Irena Brežná (* 1950), slowakisch-schweizerische Schriftstellerin, Publizistin und Kriegsjournalistin
- Andrea Čajová (* 1981), Opernsängerin
- Zdeno Chára (* 1977), Eishockeyspieler
- Marián Chovanec (* 1957), Bischof von Banská Bystrica
- Martin Cseh (* 1988), Fußballspieler
- Bronislava Dobiášová (* 1998), Eiskunstläuferin
- Oliver von Dohnányi (* 1955), Dirigent und Musikdirektor
- Ivan Engler (1931–2017), slowakisch-österreichischer Chirurg und Schriftsteller
- Klaudia Fabová (* 1998), Fußballspielerin
- Marián Gáborík (* 1982), Eishockeyspieler
- Oskar Hentschel (1926–2019), deutscher Altphilologe
- Miroslav Hlinka (1972–2014), Eishockeyspieler
- Eduard Hübsch (1833–1894), österreichisch-ungarischer Geiger, Dirigent und Komponist deutscher Herkunft
- Jakub Kadák (* 2000), Fußballspieler
- Samuel Kňažko (* 2002), Eishockeyspieler
- Ľubomír Kotrha (* 1950), Cartoonist
- Matej Krajčík (* 1978), Fußballspieler
- Frank Kuruc (* 1961), deutscher Jazzmusiker
- Dezső Laczkó (1860–1932), ungarischer Geologe und Paläontologe
- Richard Lintner (* 1977), Eishockeyspieler, Weltmeister mit der Slowakei
- Miroslav Lipták (* 1968), tschechoslowakischer Radrennfahrer
- Stanislav Lobotka (* 1994), Fußballspieler
- Kristína Ludíková (* 1988), tschechische Badmintonspielerin
- Róbert Mazáň (* 1994), Fußballspieler
- Simon Nagy (* 2001), Radrennfahrer
- Oliver Okuliar (* 2000), Eishockeyspieler
- Ján Plachetka (* 1945), Schachmeister
- Erika Rajnohová (* 1998), Handballspielerin
- Boris Sádecký (1997–2021), Eishockeyspieler
- Ján Svorada (* 1968), tschechischer Radrennfahrer
- Vojtech Zamarovský (1919–2006), tschechoslowakischer Historiker, Schriftsteller und Übersetzer
- Igor Zelenay (* 1982), Tennisspieler

## Trivia
Im März 2011 wurde berichtet, dass in Trenčín ein neues Schwimmbad um 7,5 Mio. EUR fertiggestellt wurde – allerdings ohne Wasseranschluss sowie ohne Anschlüsse an die Gasversorgung und Kanalisation. Für die noch fehlenden Anschlüsse fehlte allerdings das Geld.